# Каллінік (Міклеску)
Каллíнік Мікле́ску (рум. Mitropolitul Calinic в світі Костянтин Міклеску рум. Constantin Miclescu, 16 квітня 1822 Сучава - 14 серпня 1886 Бухарест) — митрополит-примас Православної церкви Румунії (1875-1886).

## Біографія
Народився 16 квітня 1822 року у місті Сучава у боярській сім'ї.
18 червня 1842 року прийняв чернечий постриг від свого дядька єпископа Софронія (Міклеску). 23 квітня 1843 висвячений у диякона, 30 листопада 1848 — в ієрея, призначений протосинкелом і зведений в сан архімандрита .
У 1851—1858 роках був ігуменом Монастиря Слатіна. У цей час заснував школу для селянських дітей у селі Меліні. 2 лютого 1855 року хіротонізований на єпископа Харіупольського. Був членом тимчасової Державної ради (1857).
З 8 листопада 1858 року по 15 січня 1861 року був місцеблюстителем Хушської єпархії. У 1861-1863 роки - знову ігуменом Монастиря Слатіна.
7 травня 1863 року призначений місцеблюстителем Молдавської митрополії. 10 травня 1865 року призначається митрополитом Молдови указом господаря Александру Йоана Кузи. Його діяльність стосувалася насамперед заходів щодо зміцнення дисципліни серед священства та чернецтва.
31 травня 1875 року колегія виборців, що складалася з членів Священного Синоду та православних депутатів та сенаторів, обрала митрополита Каллініка Митрополитом-примасом Румунської Православної Церкви. 15 червня 1875 року відбулася його інтронізація .
11 квітня 1876 року обирається сенатором за посадою (senator de drept) за пропозицією Йони Братіану, голови Сенату, 47 голосами виборців з 53. 14 березня 1881 року Сенат, слідуючи Палаті депутатів, голосує за закон, згідно з яким Румунія стає королівством, а Кароль I проголошується королем. У слові, сказаному з цієї нагоди, митрополит Калиіннік сказав: «Румунське духовенство з усією душею асоціюється з цим великим національним актом і, поділяючи почуття радості всієї румунської нації, просить Всемогутнього благословити цей великий акт і зробити нашу дорогу Батьківщину, що процвітає під щитом Королівства і керівництвом августа та надто коханого суверена Кароля I. Хай живе Його Величність, Кароль I, король Румунії! Хай живе Її Величність пані, королева Румунії! Хай живе румунська нація та уряд, який очолював усі її долі!».
Працями Митрополита-прімаса в 1881 році в Бухаресті був відкритий Богословський факультет. В 1882 році в Бухаресті заснована типографія для друку церковної і богословської літератури. 25 березня 1882 року в Великий Четвер пасхального тижня члени Священного Синоду вперше освятили святе миро в митрополитському соборі Бухареста, не питаючи дозволу Константинопольського Патріархату. Це був доказ того, що отримання автокефалії стало проблемою тільки формального порядку.  Акція привернула дуже жорсткий письмовий протест з боку патріарха Константинопольського Йоакима III. 
Відповідь було надано єпископом Романським Мелхиседеком 23 листопада 1882 року під назвою: «Синодальний акт, що включає автокефалію Румунської Православної Церкви та її відносини з Константинопольським Патріархатом». Після кількох спроб 25 квітня 1885 року Патріарх Йоаким IV підтверджує самосвідомість Православної церкви Румунії. 30 травня 1885 року митрополит-примас Румунії Каллінік Міклеску направив лист подяки Константинопольському Патріархату, оголосивши, як і інші автокефальні Церкви про офіційне визнання автокефалії Румунської православної церкви.
Помер 14 серпня 1886 року у Бухаресті. Похований 14 серпня 1886 року в Нямецькому монастирі.